# 1554
Cette page concerne l'année 1554  du calendrier julien. Pour l'année 1554 av. J.-C., voir 1554 av. J.-C.
L'année 1554 est une année commune qui commence un lundi.

## Événements
- 6 janvier, Maroc : Salah Raïs, beylerbey d’Alger, entre à Fès et restaure le Wattasside Abou Hassoun au détriment des Saadiens. Il s’empare aussi de Vélez, puis rentre à Alger après avoir reçu une forte indemnité (mai)[1].

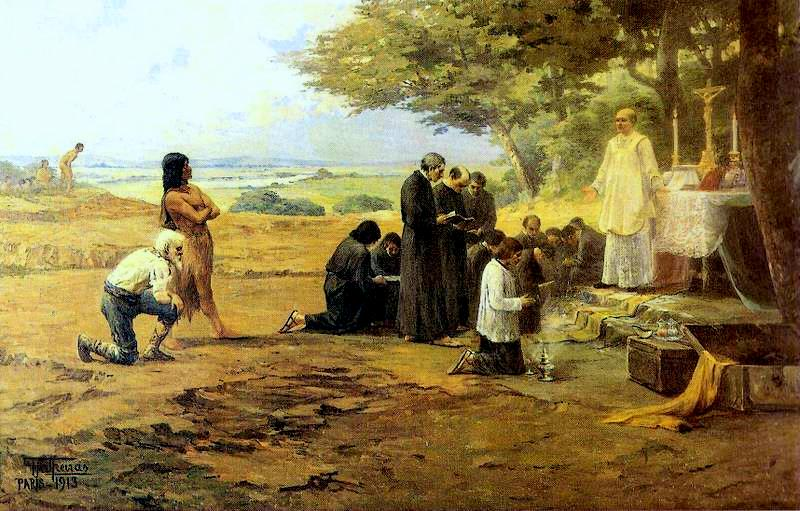
25 janvier : fondation de São Paulo. Au Brésil, les jésuites entreprennent une grande œuvre sociale : lutte contre le concubinat et pour les familles régulières, assistance aux prisonniers, aux malades, aux vieillards, aux pauvres, aux orphelins, action préventive et curative contre les épidémies, développement de la pharmacie et de l’utilisation médicale des plantes américaines. Ils fondent des aldeas, communautés indiennes vivant sous leur protection. Soutenus par le roi, les jésuites sont en butte aux attaques des colons à qui ils enlèvent ainsi une main d’œuvre bon marché.

- 25 janvier, Brésil : fondation de São Paulo (alors Piratininga), au sud de Salvador de Bahia, à partir de laquelle les Jésuites vont entreprendre d'évangéliser les Indiens de l'intérieur du territoire. Inauguration du collège jésuite de São Paulo par les pères Manuel da Nóbrega et José de Anchieta[2].

- Février, guerre d’Arauco : offensive des Araucans au Chili, dirigée par Caupolicán (es), conseiller par Colocolo et le jeune Lautaro. Six cents combattants d’élites, soutenus par des milliers d’auxiliaires, marchent vers le Nord. La cité de Valdivia résiste, mais Concepción doit capituler après la bataille de Marihueñu (26 février)[3]. Francisco de Villagra défend le cours du Bio Bio et Lautaro est tué en tentant de franchir le fleuve (1er avril 1557). Caupolican se borne alors à défendre sa frontière, lançant quelques raids sporadiques au nord du Bio Bio.

- 15 juillet : prise d’Erevan, en Arménie, par les Ottomans en guerre contre les Séfévides ; une trêve est signée en septembre[4].
- 25 août : la flotte ottomane de la mer Rouge, dirigée par Seydi Ali Reis, chargé de restaurer la puissance ottomane dans le golfe Persique, est battue par les Portugais d'Ormuz ; poussée par la tempête, elle traverse l'océan Indien jusqu'à Diu[5].

- 13 septembre[6], Maroc (ou le 25 août[1]) : comme des différends éclatent entre Turcs et Wattassides, le Saadien Mohammed ech-Cheikh peut reprendre Fès après la mort d'Abou Hassoun, tué au combat le 1er août[1]. Pour prévenir une nouvelle attaque des Turcs, il installe sa capitale à Marrakech et fait alliance avec les Espagnols d’Oran.

- 22 novembre : Inde : à la mort du sultan afghan Islam Shah Suri (Salim Shah), son fils Firuz, un enfant de douze ans, monte sur le trône. Il est assassiné un mois après par son oncle maternel, Mubariz, qui s’empare du trône de Delhi sous le nom de Muhammad Adil Shah (en)[7]. Déchiré par les querelles des clans aristocratiques, l’Empire éclate en trois royaumes rivaux (Pendjab, Delhi et Âgrâ, Bihar et Bengale).
- Novembre : la flotte ottomane de la mer Rouge atteint Surat en Inde ; le 26 novembre, Seydi Ali Reis abandonne sa flotte, part pour Ahmedabad, puis rentre à Constantinople par l'Asie centrale en 1557[8].
- 25 décembre : Humâyûn, entré en Inde du Nord à l'automne, occupe Peshawar[7].

- Fin de la dynastie ‘abdalwadide en Algérie. Le royaume de Tlemcen devient une province de la régence d'Alger, dépendant de l’Empire ottoman[9].
- Les Portugais s’installent à Negapatam, sur la côte sud-orientale de l'Inde[10].

### Europe
- 25 janvier : 
  - à l’annonce du mariage de Marie Tudor avec le fils de Charles Quint, le futur Philippe II d'Espagne, sir Thomas Wyatt provoque une rébellion de 4 000 hommes dans le Kent qui échoue de peu. Vaincu devant Londres le 7 février, il est exécuté le 11 avril avec Édouard Courtenay, comte de Devon, en refusant de compromettre Élisabeth[11].
  - supplément au testament de Ferdinand de Habsbourg qui partage les pays héréditaires entre ses trois fils : Maximilien (Basse-Autriche), Ferdinand (Tyrol et Autriche antérieure) et Charles (Autriche intérieure)[12].
- Janvier : une galère et des barques chargées de farines sont coulées par la tempête entre Marseille et Rome[13].

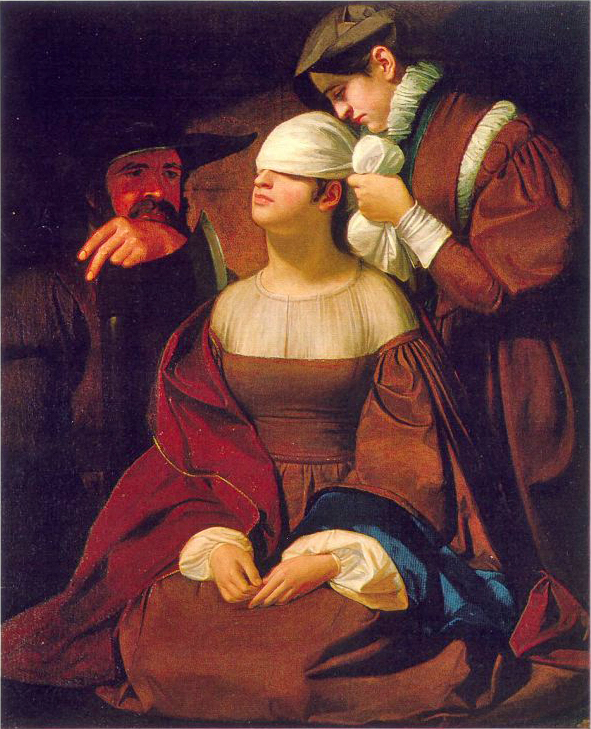
12 février : exécution de Jane Grey, toile de George Whiting Flagg, 1835. La restauration catholique commence sous le règne de Marie Ire d'Angleterre.

- 12 février : Marie Tudor fait exécuter Jeanne Grey et son époux Guilford Dudley, fils de John Dudley[14].

- 18 mars : Élisabeth est enfermée à la tour de Londres[11]. Les protestants sont persécutés.
- Printemps : les Oudmourtes se révoltent contre le joug d'Ivan le Terrible ; les troupes russes dévastent la région à trois reprises (printemps et automne 1554, printemps 1555)[15].
- 11 avril : exécution de Thomas Wyatt[11].

- 14 mai : autodafé de Murcie[13].

- 12 juillet : départ de La Corogne du futur Philippe II d'Espagne. Il laisse la régence d'Espagne de Jeanne, fille de Charles Quint et veuve d’un infant du Portugal (fin en 1558)[16].

- 25 juillet : 

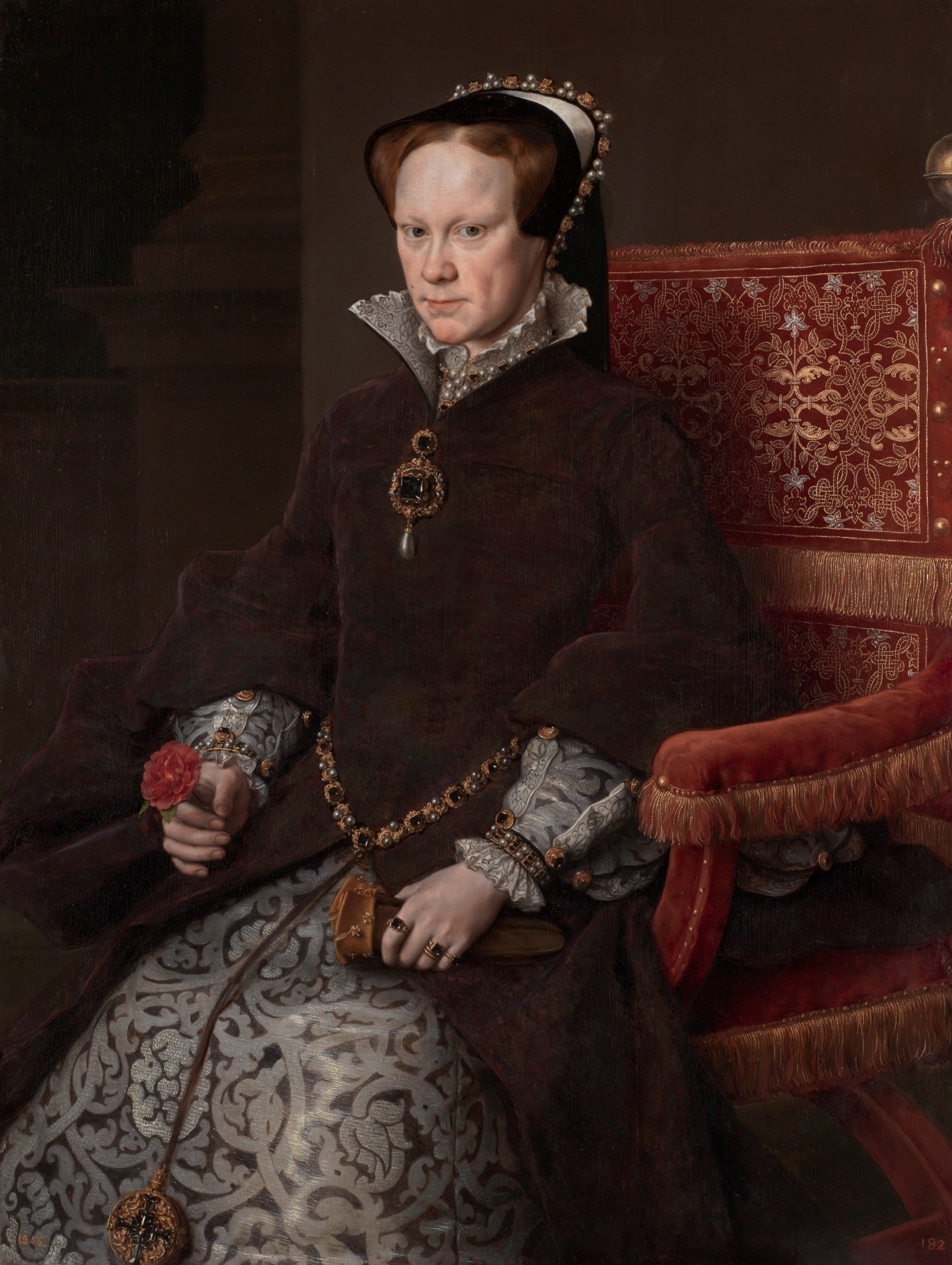
Portrait de Marie Tudor, par Antonio Moro.

  - le futur Philippe II d'Espagne épouse Marie Tudor, reine d’Angleterre (1553-1558)[17]. Il reste en Angleterre de juillet 1554 à août 1555. L’Angleterre est entraînée dans la guerre des Habsbourg contre les Valois.
  - Philippe II est proclamé roi de Naples et de Sicile[18].
- 2 août : victoire de Florence alliée à l'Empire contre Sienne et les Français conduits par Pierre Strozzi à la bataille de Scannagallo (Marciano)[19].
- 13 août : victoire de François de Guise à Renti, en Artois[20].

- 24 novembre : arrivée à Londres du cardinal Reginald Pole, nommé légat apostolique en août 1553[21]. Il gouverne avec Marie Tudor et devient archevêque de Cantorbéry après l'exécution de Thomas Cranmer.
- 25 novembre, Pologne : premier synode calviniste à Słomniki, près de Cracovie[22]. On estime que 20 % des nobles polonais sont convertis au calvinisme. Ils nomment des pasteurs, contrôlent la dîme, organisent des écoles.
- 29 novembre : le Parlement d'Angleterre consent à la réunion de l’Église d’Angleterre avec Rome, célébrée le lendemain par une messe présidée par le légat Reginald Pole[11]. Mais il refuse de punir ceux qui n’assistent pas à la messe ou de restaurer les monastères.

## Naissances en 1554
- 1er janvier : Louis VI de Wurtemberg, fils unique de Christophe de Wurtemberg et d'Anne-Marie de Brandebourg-Ansbach, auquel il succéda comme duc de Wurtemberg († 28 août 1593).
- 9 janvier : Grégoire XV, pape de l'Église catholique († 8 juillet 1623).
- 20 janvier : Sébastien Ier, avant-dernier roi de la dynastie des Aviz († 4 août 1578).
- 8 février : Marine d'Escobar, religieuse espagnole († 9 juin 1633).
- 27 février : Giovanni Battista Paggi, peintre italien de l'école génoise († 12 mars 1627).
- 7 mars : Honoré du Laurens, archevêque d'Embrun († 24 janvier 1612).
- 18 mars : Josias Ier de Waldeck-Eisenberg, comte de Waldeck-Eisenberg († 6 août 1588).
- 22 mars : Catherine de Parthenay, humaniste française, connue pour son engagement calviniste († 26 octobre 1631).
- 26 mars : Charles de Mayenne, noble français († 3 octobre 1611).
- 28 mars : Ivan Ivanovitch, fils aîné et héritier d'Ivan IV de Russie dit Le Terrible († 19 novembre 1581).
- 30 mars : Paul Laurentius, théologien luthérien allemand († 24 février 1624).
- ? mars : Richard Hooker, théologien anglais († 3 novembre 1600).
- 15  avril : Simon VI de Lippe, comte et gouverneur du comté de Lippe († 7 décembre 1613).
- ? avril : Stephen Gosson, écrivain anglais († 13 février 1624).
- 15 mai : Arnold Wion, moine bénédictin et historien, né à Douai alors dans les Pays-Bas des Habsbourg et mort en italie († vers 1610).
- 22 mai : Samuel Mareschal, compositeur et organiste belge († décembre 1640).
- ? mai : Jean-Louis de Nogaret de La Valette, militaire français, un des mignons du roi Henri III, avant de devenir son favori († 13 janvier 1642).
- 3 juin : Pierre de Médicis, diplomate italien († 25 avril 1604).
- 5 juin : Benedetto Giustiniani, cardinal italien († 27 mars 1621).
- 21 juin : Joachim de Hohenzollern-Hohenzollern, membre de la Maison de Hohenzollern († 7 juillet 1587).
- 5 juillet :
  - Élisabeth d'Autriche, Reine de France et Archiduchesse d'Autriche[23]. († 22 janvier 1592).
  - Henri de Noailles, comte d'Ayen († 13 mai 1623).
- 22 août : Ottavio Costa, banquier et mécène génois († 1639).
- 27 septembre : Cosimo Bottegari, luthiste et compositeur italien († 31 mars 1620).
- 1er octobre : Leonardus Lessius, jésuite et théologien brabançon († 15 janvier 1623).
- 20 octobre : Bálint Balassi, poète hongrois de langue hongroise, turque et slovaque († 30 mai 1594).
- 28 octobre : Enevold Kruse, noble danois, Gouverneur général de Norvège († 8 mars 1621).
- 1er novembre : Prospero Farinacci, juriste pénaliste et magistrat italien († 31 décembre 1618).
- 11 novembre : Luis de la Puente, prêtre jésuite, théologien et écrivain espagnol († 16 février 1624).
- 30 novembre : Philip Sidney, poète anglais († 17 octobre 1586).
- ? novembre : Jakob Christmann, orientaliste et astronome allemand († 16 juin 1613).
- 6 décembre : Agustín Antolínez, religieux catholique espagnol († 19 juin 1626).
- 17 décembre : Ernest de Bavière, homme religieux et politique du Saint-Empire romain germanique († 17 février 1612).
- 19 décembre : Philippe-Guillaume d'Orange, fils de Guillaume d'Orange-Nassau, héritier de la principauté d'Orange († 20 février 1618).

- Date précise inconnue :
  - Anrakuan Sakuden, prêtre japonais de la secte Jōdo du bouddhisme de la Terre Pure à l'époque d'Edo († 7 février 1642).
  - Diane d'Andoins, comtesse de Guiche († février 1621).
  - Jacques Bongars, diplomate, historien et philologue français († 29 juillet 1612).
  - Jean Bonnefons, poète français († vers 1614).
  - Jean de Bonsi, cardinal italien († 4 juillet 1621).
  - Charles III de Bourbon, archevêque de Rouen († 15 juin 1610).
  - John Cowell, jurisconsulte anglais († 11 octobre 1611).
  - Augustin Cranach, peintre allemand († 26 juillet 1595).
  - Jérôme Dandini, jésuite italien († 1634).
  - Gilles Durant de la Bergerie, poète français († 1614 ou 1615).
  - François d'Espinay de Saint-Luc, homme de guerre français († 8 septembre 1597).
  - Peder Jakobsen Flemløse, astronome danois († 1598).
  - Gabriel Gifford, ecclésiaste catholique anglais de l'ordre des bénédictins qui fut archevêque de Reims († 11 avril 1629).
  - Honda Yasushige, samouraï de la fin de la période Sengoku et du début de l'époque d'Edo († 4 mai 1611).
  - Giovanni Giacomo Imperiale Tartaro, 92e Doge de Gênes († 1622).
  - William Inglott, compositeur et organiste anglais († 1621).
  - Kani Saizō, samouraï de la fin de l'époque Sengoku jusqu'au début de l'époque d'Edo († 10 août 1613).
  - Kim Si-Min, général coréen († 1592).
  - James Lancaster, navigateur britannique († 6 janvier 1618).
  - François IV de La Rochefoucauld, comte de Roucy, Prince de Marcillac et seigneur de Verteuil († 15 mars 1591).
  - Vincent Le Blanc, explorateur français († vers 1640).
  - Jacques de Lévis de Caylus, un des mignons du roi Henri III († 8 juin 1578).
  - François II Limosin, peintre émailleur français († 1646).
  - Pierre Nevelet, écrivain français († ?).
  - Marietta Robusti, peintre vénitienne († 1590).
  - Claude Ruffin, calligraphe français († après 1636).
  - Sakuma Morimasa, important vassal Oda d'Oda Nobuhide et Oda Nobunaga († 1er juillet 1583).
  - Frédéric de Saxe-Lauenbourg, chanoine à la Cathédrale de Strasbourg, Chorévêque à la Cathédrale de Cologne et prévôt († 1586).
  - George Somers, navigateur anglais († 9 novembre 1610).
  - Francis Throckmorton, comploteur catholique anglais († 20 juillet 1584).
  - Alonso Vázquez, homme d'armes et écrivain espagnol († 15 mai 1615).
  - Wakisaka Yasuharu, daimyo de l'île d'Awaji durant l'époque Sengoku († 26 septembre 1626).
  - Antonio de Yepes, moine bénédictin et historien espagnol († 1618).
  - Paolo Emilio Zacchia, cardinal italien († 31 mai 1605).

- 1552 ou 1554 :
  - Walter Raleigh, écrivain, poète, courtisan, officier et explorateur anglais († 29 octobre 1618).

- Vers 1554 :
  - Jean Errard, mathématicien et ingénieur militaire français († 20 juillet 1610).
  - Jean VI de Fossé, évêque de Castres († 13 mai 1632).
  - Gros-Guillaume, acteur français († 1634).
  - François de La Grange d'Arquian, militaire français († 9 septembre 1617).

## Décès en 1554
- 2 janvier : Jean-Manuel prince de Portugal, prince héritier de Portugal (° 3 juin 1537).

- 1er février : Alessandro Vitelli, condottiere italien (° 1500)[24].
- 12 février :
  - Guilford Dudley, époux de Dame Jeanne Grey, reine d'Angleterre (° 1535).
  - Dame Jeanne Grey, reine d'Angleterre (° octobre 1537).
- 21 février : Hieronymus Bock dit Tragus, botaniste allemand (° 1498).
- 23 février : Henry Grey, 3e marquis de Dorset puis 1er duc de Suffolk, noble anglais de la période Tudor (° 17 janvier 1517).

- 3 mars : Jean-Frédéric Ier de Saxe, dernier électeur de la branche ernestine de la Maison de Saxe et un des grands protecteurs de Luther (° 30 juin 1503).
- 14 mars : Ichijō Kanefuyu, noble de cour japonais (° 1529).

- 11 avril : Thomas Wyatt le Jeune, homme d'armes anglais (° 1521).
- 23 avril : Gaspara Stampa, poétesse italienne (° 1523).

- 28 juin : Leone Strozzi, condottiere italien de la famille florentine des Strozzi (° 18 octobre 1515).

- 2 juillet : Pedro Cieza de León, conquistador espagnol et chroniqueur du Pérou (° 1520).
- 20 juillet : Francesco Bissolo, peintre italien (° vers 1470).

- 10 août : Shiba Yoshimune, dernier chef du clan Shiba (° 1513).
- 25 août : Thomas Howard, duc de Norfolk, oncle de Catherine Howard (° vers 1473).

- 19 septembre : Mikyö Dorje, 8e Karmapa (° 1507).
- 21 septembre : Alessandro Campeggio, cardinal italien (° 12 avril 1504).
- 22 septembre : Francisco Vásquez de Coronado, conquistador espagnol (° 1510).

- 5 novembre : Francesco Gesualdo, religieux français, brûlé vif à Malte.

- 22 décembre : Alessandro Bonvicino, peintre italien de l'école vénitienne de la période de la Renaissance (° 1498).

- Date précise inconnue :
  - Matteo Balducci, peintre italien (° 1509).
  - Giovanni Battista Belluzzi, architecte italien (° 27 septembre 1506).
  - Jean Bastier de La Péruse, poète et auteur dramatique français (° 1529).
  - Pere Nunyes, peintre espagnol d'origine portugaise (° avant 1490).
  - Teramo Piaggio, peintre italien (° 1485).
  - Sebastiano Serlio, architecte bolonais (° 6 septembre 1475).
  - Thomas Wyndham, officier de la marine anglaise et navigateur (° 1508).